# Ștefania Grimalschi
Ștefania Grimalschi (n. 25 octombrie 1945, București, România) este o pictoriță română, membră în Uniunea Artiștilor Plastici din România. Ștefania Grimalschi este soția pictorului Viorel Grimalschi.

## Studii
- 1971 Institutul de Artă „N.Grigorescu”, secția Pictură Monumentală.

## Expoziții tematice
- 1975 „Femeia în arta plastică”, Galeria Municipiului București
- 1975 „Imaginea, obiectul, semnul”, Galeria Nouă, București
- 1978 „Ipostaze figurative”, Galeria Municipiului București
- 1979 „Fantasticul”, Galeria Orizont-Atelier 35, București
- 1980 Expoziție de pictură, Sala Parlamentului
- 1982 „Tabere de vară 1981”, Galeria Căminul artei, București
- 1989 Anul centenar Eminescu, Galeria Simeza
- 1992 „53 de artiști români”,Galeria Artexpo
- 1994 Copacul, Galeria Galla ; „Portret”, Galeria Galla
- 1994 „Diversitatea formei (1)”, Galeria Apollo
- 1995 „Diversitatea formei (2)”, Galeria Apollo
- 2001 „Arta Sacră- Restaurare și creație”, Galeria “Apollo”
- 2003 „Ruga lemnului tăiat”, Galeria Hotel Merriot
- 2004 „Vizitându-l pe Velasquez”, Galeriile Artexpo, București;
- 2004; 2006; 2008 Bienala „Ion Andreescu”, Galeria U.A.P. Buzău
- 2005; 2006;2007; 2008; 2009 „Anuala de Restaurare și Creație Religioasă”, Galeria Apollo
- 2006 „Arta Sacră- Restaurare, Tradiție  și Modernitate”, Muzeul de Artă din Craiova
- 2007 „Icoana în Săptămâna Luminată”, Galeria Apollo, București
- 2009 „Respirații creștine”, Galeria Veronikiart, București

## Expoziții în străinatate
- 1976-1977 ”Tineri artisti români”- Berlin, Praga, Varsovia, Helsinki, Düsseldorf;
- 1979 „Zilele culturii românești”, Berlin;
- 1979 ”Tineri artisti români”, Budapesta;
- 1981 Festivalul international de pictura”, Tokyo;
- 1989 „Trienala Internațională de Portret”, Radone, Polonia;
- 1989 „Expoziția de pictură românească”, Sofia;
- 1991 „Arta românească”, Valencia; „Arta românească”,Nevilly-Sur-Reine, Franța;
- 1994 „Zilele culturii românești”, în Marea Britanie, Londra;
- 2006 „Artă și spiritualitate românească”,Italia și Rusia,cu sprijinul I.C.R. România și U.N.E.S.C.O.

## Simpozioane
Deva, Hunedoara; 1984-Bojenti-Bulgaria; 1985-Moravani - Cehoslovacia; Întorsura Buzaului.

## Burse, Premii
- 1972 Bursa Uniunii Artiștilor Plastici din România;
- 2000 Premiul la secțiunea ”Semn de apă”, Salonul de Artă București;
- 2000 Premiul Uniunii Artiștilor Plastici pentru Restaurare ;

## Lucrări de Ștefania Grimalschi - Selecție
- Desen I - http://www.veronikiart.ro/item.php?lang=0&id=740%5Bnefuncțională%5D
- Desen II - http://www.veronikiart.ro/item.php?lang=0&id=742%5Bnefuncțională%5D
- Desen V - http://www.veronikiart.ro/item.php?lang=0&id=741%5Bnefuncțională%5D
- Desen VI - http://www.veronikiart.ro/item.php?lang=0&id=744%5Bnefuncțională%5D
- „Maica cu Pruncu la cascadă” - http://www.veronikiart.ro/item.php?lang=0&id=743%5Bnefuncțională%5D